# Газни
Газни (перс: غزني‬), пре познат као Газнин (غزنين) и Газна (غزنه), град је у централном Авганистану који броји око 270.000 становника. Град се налази на 2.219 метара надморске висине, 150 километара јужно од Кабула. Главни је град провинције Газни.
Газни (чије име у дословном преводу значи „драгуљ”) антички је град са богатом историјом. Цитадела и минарета Газни, палата султана Масуда III и друге културне тековине привлачиле су многе туристе и археологе вековима. Организација ИСЕСКО прогласила је Газни 2013. године исламским градом културе.
Током раздобља пре доласка ислама, подручје Газнија насељавала су многа племена која су практиковала различите религије, попут будизма и хиндуизма. Арпски муслимани су представили ислам граду у 7. веку н. е. Њих је следила династија Саманида у 9. веку. Током следећег века, владар Себук-Тегин прогласио је Газни главним градом новонасталог Газнавидског царства. Под владавином Гурида, град је био уништен, али је касније обновљен. Газни је чинио део разних регионалних сила, укључујући Тимуриде и Делхијски султанат. Насеље касније преузима Хотакијско царство, коју следи Дуранско царство и на односно модерни Авганистан. У 19. веку, током Првог англо-авганистанског рата, британско-индијске снаге делимично разарају Газну.
Влада Авганистана тренутно обнавља град у спомен на доба Газнавида и Тимурида када је град представљао сам центар исламске цивилизације. Авганистанске националне сигурносне снаге (АНСФ) успоставиле су базе како би се супротставили побуни Талибана. Међутим, августа 2018, град је постао средиште Битке код Газнија где су Талибани успели да на кратко окупирају град и преузму контролу над већим делом околине.
Газни је трговачко и транзитно средиште средњег Авганистана. Само пољопривреда користи око 28% земљишта и представља важну привредну грану Газнија. У погледу изградње, нетакнуто земљиште (33%) незнатно надмашује стамбено подручје (31%).
Популација Газнија знатно је порасла, са 143.379 становника 2015. до 270.000 становника 2018. године. Разлог за тако велики прилив становника су избеглице, које су долазиле из ратом захваћених простора. Град поседује четири управне четврти (нахије) и заузима укупну површину од 3.330 хектара. Укупан број пребивалишта у Газнију износи 15.931.

## Историја
Газни је био један од важних градова Хорасана. Био је главни град Газнавидског царства (962. до 1187). Махмуд Газни је 962. основао велико царство, које је трајало преко 200 година. Град Газни је постао богата престолница огромног царства, које је обухватало данашњи Авганистан, Пакистан, већину Ирана и делове северозападне Индије. После пада царства владали су газнавидски султани. Најзначајнији маузолеј је султана Махмуда Газнија, оснивача великога царства. Други маузолеји имају гробове песника и научника, као нпр. гроб Ал-Бирунија.
Једине рушевине старог Газнија личе на архитектонску форму две куле високе око 43 метра и размакнуте 365 m. Према записима куле је саградио Мухамед Газни и његов син. Током Првог англо-авганистанског рата град су заузеле британске снаге 23. јула 1839. у бици код Газнија. Газни је чувен и по минаретима, који су грађени по звезданом плану. Потичу из средине 12. века и једини су преживели елементи џамије Бахрамшаха. Стране су украшене геометријским облицима. Горња секција минарета је оштећена или уништена. Током 1960их откривена је 15 m висока статуа Буде, која је била окружена празним ступовима, који су некад држали редове малих Буда. Делови женске Буде су украдени. Током 1980их створена је заштита, али покрадени су дрвени држачи, па је заштита уклоњена. Авганистански грађански рат и сукоб талибана и Северног савеза угрозио је преостале споменике Газнија.

## Географија

### Клима
Газнијева клима је прелаз између степске климе и умереноконтинентална климе. Присутне су хладне, снеговите зиме и топла, сува лета. Падавина је мало и углавном их има зими (у виду снега) и пролећу.
| Клима Ghazni                  | Клима Ghazni  | Клима Ghazni  | Клима Ghazni | Клима Ghazni | Клима Ghazni | Клима Ghazni | Клима Ghazni | Клима Ghazni | Клима Ghazni | Клима Ghazni | Клима Ghazni | Клима Ghazni  | Клима Ghazni  |
| Показатељ \ Месец             | .Јан.         | .Феб.         | .Мар.        | .Апр.        | .Мај.        | .Јун.        | .Јул.        | .Авг.        | .Сеп.        | .Окт.        | .Нов.        | .Дец.         | .Год.         |
| ----------------------------- | ------------- | ------------- | ------------ | ------------ | ------------ | ------------ | ------------ | ------------ | ------------ | ------------ | ------------ | ------------- | ------------- |
| Апсолутни максимум, °C (°F)   | 16,0 (60,8)   | 17,8 (64)     | 24,8 (76,6)  | 28,0 (82,4)  | 33,0 (91,4)  | 36,3 (97,3)  | 36,7 (98,1)  | 35,6 (96,1)  | 32,5 (90,5)  | 29,9 (85,8)  | 21,2 (70,2)  | 16,6 (61,9)   | 36,7 (98,1)   |
| Максимум, °C (°F)             | 0,6 (33,1)    | 2,3 (36,1)    | 10,0 (50)    | 18,0 (64,4)  | 23,7 (74,7)  | 29,2 (84,6)  | 30,8 (87,4)  | 30,5 (86,9)  | 26,5 (79,7)  | 19,0 (66,2)  | 12,6 (54,7)  | 5,4 (41,7)    | 17,38 (63,29) |
| Просек, °C (°F)               | −5,9 (21,4)   | −4,4 (24,1)   | 3,8 (38,8)   | 11,0 (51,8)  | 16,3 (61,3)  | 21,4 (70,5)  | 23,3 (73,9)  | 22,2 (72)    | 16,9 (62,4)  | 10,3 (50,5)  | 4,0 (39,2)   | −1,8 (28,8)   | 9,76 (49,56)  |
| Минимум, °C (°F)              | −10,6 (12,9)  | −9,0 (15,8)   | −1,5 (29,3)  | 4,2 (39,6)   | 8,1 (46,6)   | 12,4 (54,3)  | 15,1 (59,2)  | 14,1 (57,4)  | 8,3 (46,9)   | 2,2 (36)     | −2,5 (27,5)  | −6,6 (20,1)   | 2,85 (37,13)  |
| Апсолутни минимум, °C (°F)    | −33,5 (−28,3) | −29,2 (−20,6) | −17,5 (0,5)  | −5,8 (21,6)  | 0,0 (32)     | 5,0 (41)     | 7,7 (45,9)   | 2,0 (35,6)   | −3,5 (25,7)  | −6,0 (21,2)  | −13,8 (7,2)  | −33,2 (−27,8) | −33,5 (−28,3) |
| Количина падавина, mm (in)    | 40,2 (1,583)  | 53,9 (2,122)  | 70,9 (2,791) | 49,9 (1,965) | 19,7 (0,776) | 1,9 (0,075)  | 14,1 (0,555) | 4,7 (0,185)  | 0,5 (0,02)   | 4,1 (0,161)  | 11,3 (0,445) | 25,8 (1,016)  | 297 (11,694)  |
| Дани са кишом                 | 1             | 2             | 7            | 9            | 6            | 1            | 3            | 2            | 0            | 1            | 2            | 1             | 35            |
| Дани са снегом                | 6             | 7             | 4            | 1            | 0            | 0            | 0            | 0            | 0            | 0            | 1            | 5             | 24            |
| Релативна влажност, %         | 68            | 72            | 64           | 55           | 43           | 36           | 43           | 39           | 35           | 42           | 52           | 60            | 50,8          |
| Сунчани сати — месечни просек | 175,3         | 174,8         | 227,6        | 258,6        | 314,3        | 346,2        | 353,2        | 341,8        | 324,5        | 293,9        | 256,4        | 194,6         | 3.261,2       |
| Извор: NOAA (1958–1983)       |               |               |              |              |              |              |              |              |              |              |              |               |               |

## Демографија
Популација града нагло је порасла, са 143.379 у 2015. до 270.000 у 2018. години због великог прилива миграната. Године 2015, град је бројао 15.931 домаћинстава.
Становништво је мултиетничко — отприлике 50% становника чине Хазари, 25% су Узбеци и Таџици, а 25% је Паштуна. Забележен је и мали број Сикија и Хиндуса.

## Инфраструктура

### Транспорт
Априла 2012, губернер Газнија, Муса Кан Акбарзада, оложио је камен темељац на Газнијев аеродром. Посао је започет касније те године, а радови су били под надзором генералног директора и инжењеа Ахмада Вали Тавакулија.
Град се налази поред авганистанског главног ауто-пута који повезује главни град Кабул и Кандахар на југу. Постоје и путеви које воде до Гардеза и осталих околних села као и до Хазарџата на северозападу.

### Образовање
У граду се налази неколико основних школа. ОШ Јахан Малика је школа само за девојке, са преко 5.000 ученика и 150 наставника. Школа „Насван Шахер Кохна”, која је такође намењена само за девојчице, има преко 3.000 студената.

## Градови побратими
- Хејвард, Калифорнија, САД[11]
- Гижицко, Пољска[12]